# Neuhausen/Erzgeb.
Neuhausen/Erzgeb. település Németországban, azon belül Szászország tartományban. Lakosainak száma 2520 fő (2023. december 31.). Neuhausen/Erzgeb. Nová Ves v Horách, Český Jiřetín és Klíny községekkel határos.

## Népesség
A település népességének változása:
| Lakosok száma | 2567 | 2570 | 2529 | 2530 | 2520 |
|               | 2017 | 2019 | 2021 | 2022 | 2023 |